# Al-Hurrijja (Ar-Rakka)
Al-Hurrijja – miejscowość w Syrii, w muhafazie Ar-Rakka, w dystrykcie As-Saura. W 2004 roku liczyła 810 mieszkańców.